# Kim Tok-hun
Kim Tok-hun (* 1961) ist ein nordkoreanischer Politiker, der von August 2020 bis Dezember 2024 Vorsitzender des Ministerrats und damit de jure Regierungschef war. Er ist auch Vollmitglied im Politbüro der Partei der Arbeit Koreas und diente als Chef des parlamentarischen Haushaltsausschusses. Er war früher der Delegierte für die Zusammenarbeit zwischen Nordkorea und Südkorea, bevor er 2014 von der Obersten Volksversammlung zum Vizevorsitzenden des Ministerrats ernannt wurde.
Kim Tok-hun ist seit dem 7. Kongress im Mai 2016 Mitglied des Zentralkomitees der Partei der Arbeit Koreas. Am 11. April 2019 trat er als stellvertretendes Mitglied dem Politbüro der Partei bei und wurde am 31. Dezember zum Vollmitglied befördert. Er war gleichzeitig stellvertretender Parteivorsitzender mit einem Portfolio, das die Leitung der Abteilung für Kaderangelegenheiten umfasste. Möglicherweise erhielt er die Unterstützung von Kim Jong-un, als er im Februar des nächsten Jahres einen Korruptionsskandal in Kaderausbildungseinrichtungen aufdeckte. Im April 2020 wurde er außerdem zum Vorsitzenden des Haushaltsausschusses der Obersten Volksversammlung ernannt.
Am 13. August 2020 wurde er von Kim Jong-un zum Ministerpräsidenten ernannt und in das oberste Präsidium des Politbüros berufen. Als Ministerpräsident folgt er Kim Chae-ryong. Der Grund für die Änderung ist nicht bekannt. Kim wurde im August 2023 von Staatsführer Kim Jong-un für sein Missmanagement der Katastrophenhilfe nach dem tropischen Wirbelsturm Khanun kritisiert. Im Dezember wurde Kim abgesetzt und durch Pak Thae-song ersetzt.